# Korea Train Express
Der Korea Train eXpress (kurz: KTX) ist eine Serie südkoreanischer Hochgeschwindigkeitszüge. Betreiber sind die südkoreanischen Eisenbahnverkehrsunternehmen Korail und SR. Im April 2018 standen KORAIL insgesamt 1530 Fahrzeuge (Triebköpfe und Personenwagen) für die Züge zur Verfügung.

## Geschichte
Zwischen 1973 und 1984 wurde eine Machbarkeitsstudie angefertigt. Im Mai 1989 wurde der Bau der Strecke zwischen Seoul und Busan beschlossen, im Dezember gleichen Jahres eine 54-köpfige Arbeitsgruppe in der Verwaltung der Staatsbahn gegründet. Die großräumige Trasse wurde im Juni 1990 festgelegt. Im Februar 1991 wurde eine Planungsgruppe für das Projekt gegründet.
Um die Realisierung des Strecken- und Fahrzeug-Konzepts konkurrierten 1991 deutsche und französische Anbieter. In diesem Rahmen wurde im Februar und März 1991 auch erstmals ein ICE 1 im Ausland gezeigt. Die Vergabe des Auftrags wurde mehrfach verschoben.
Im Dezember 1991 wurde ein Gesetz über die Streckenbaugesellschaft verabschiedet, die im März 1992 mit 7 Abteilungen und 379 Mitarbeitern gegründet wurde. Im Juni 1992 begann der Bau eines 57,2 km langen Versuchsabschnitts zwischen Chonan und Taejon. Im Juni 1994 folgte die Auswahl des Systems und die Unterzeichnung des Vertrages über die Strecke.
Anfang 1998 wurden Verzögerungen und Kostensteigerungen bekannt. Die Eröffnung der Strecke zwischen Seoul und Busan sollte sich demnach bis zum Jahr 2005 verzögern, die Kosten um 50 Prozent auf umgerechnet rund 34,5 Milliarden DM ansteigen. Im Sommer 1998 wurden weitere Verzögerungen aufgrund einer Finanzkrise bekannt. Eine neue Regierung in Seoul stimmte dem Weiterbau nur unter der Bedingung zu, dass die Kosten deutlich gesenkt würden. Darüber hinaus wurde geprüft, den Südabschnitt (zwischen Taejon und Busan) nicht zu realisieren und stattdessen die Bestandsstrecke auszubauen und zu elektrifizieren. Im Juni 1998 wurde eine zweistufige Realisierung der Neubaustrecke angekündigt: Der 250 km lange Nordabschnitt sollte wie geplant 2004 in Betrieb gehen, der Südabschnitt sollte dagegen erst ab 2006 errichtet werden. Für den Südabschnitt war eine Bauzeit von sechs Jahren vorgesehen.
Am 16. Dezember 1999 wurde der Abschnitt zwischen Seoul und Busan unter Anwesenheit des südkoreanischen Staatspräsidenten Kim Dae-jung offiziell eröffnet.
Die offizielle Eröffnung der Gyeongbu- und der Honam-Schnellfahrstrecke fand, nach zwölfjähriger Entwicklungsphase, am 31. März 2004 statt, zum 1. April 2004 wurde der fahrplanmäßige Betrieb aufgenommen. Dem folgten am
- 1. November 2010 der zweite Abschnitt der Gyeongbu-Schnellfahrstrecke.
- 15. Dezember 2010 die Schnellfahrstrecke Seoul–Masan.
- 5. Oktober 2011 die Schnellfahrstrecke Yongsan–Yeousu Expo.
- 1. April 2015 die Honam-Schnellfahrstrecke.
- 2. April 2015 die Schnellfahrstrecke Seoul–Pohang.
- 22. August 2016 sie Suseo-Schnellfahrstrecke.
- 22. Dezember 2017 die Schnellfahrstrecke Wonju–Gangneung.

## Verkehr
Zwischen Seoul und Busan verkehrten rund 26 Zugpaare pro Tag, im weiteren Verlauf bis Mokpo fuhren zunächst sieben Zugpaare täglich. In den ersten Betriebstagen waren zahlreiche Züge zwischen Seoul und Busan vollständig ausgebucht.

## Fahrzeuge

### KTX

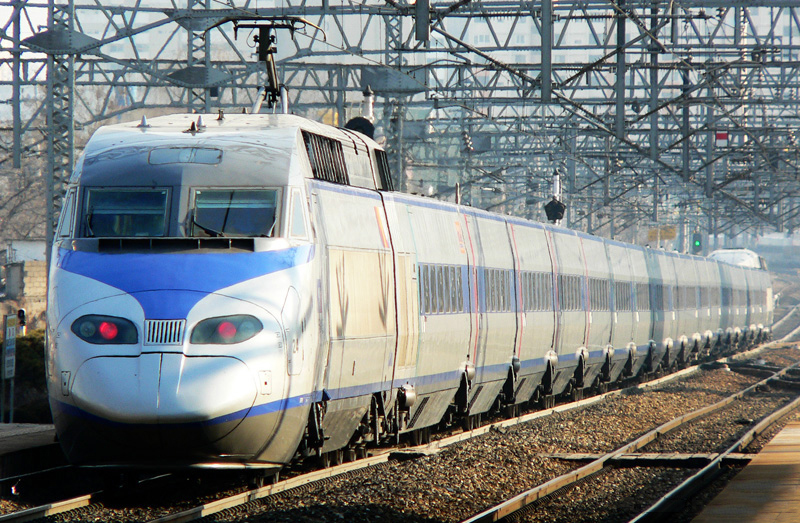
Korea Train eXpress

Die Züge wurden ab Ende 1999 als KTX bezeichnet und sind die erste Generation von Hochgeschwindigkeitszügen in Südkorea. Zwölf Triebzüge wurden von Alstom in Frankreich gebaut, die übrigen wurden – mit Beteiligung von Alstom – in Südkorea von Hyundai Rotem gefertigt. Auch der Streckenbau wurde mit Hilfe von französischen SNCF-Ingenieuren realisiert. Südkorea wurde damit zum achten Land, das auf TGV-Technik setzt und war das erste asiatische Land, das sich für diese Technologie entschied. Der KTX I ist im Wesentlichen ein TGV-A-Modell, das geringfügig modifiziert wurde. Die KTX-Züge wurden 2004 in Betrieb genommen, insgesamt sind 46 Züge im Einsatz. Der KTX erreicht eine Regelgeschwindigkeit von 305 km/h. Dies geschieht durch zwölf Elektromotoren, die je 1.130 kW leisten. Insgesamt werden somit 13.560 kW als Gesamtleistung erreicht, dies entspricht ungefähr 18.200 PS. Jeder Zug bietet 955 Sitzplätze.

### KTX-Sancheon

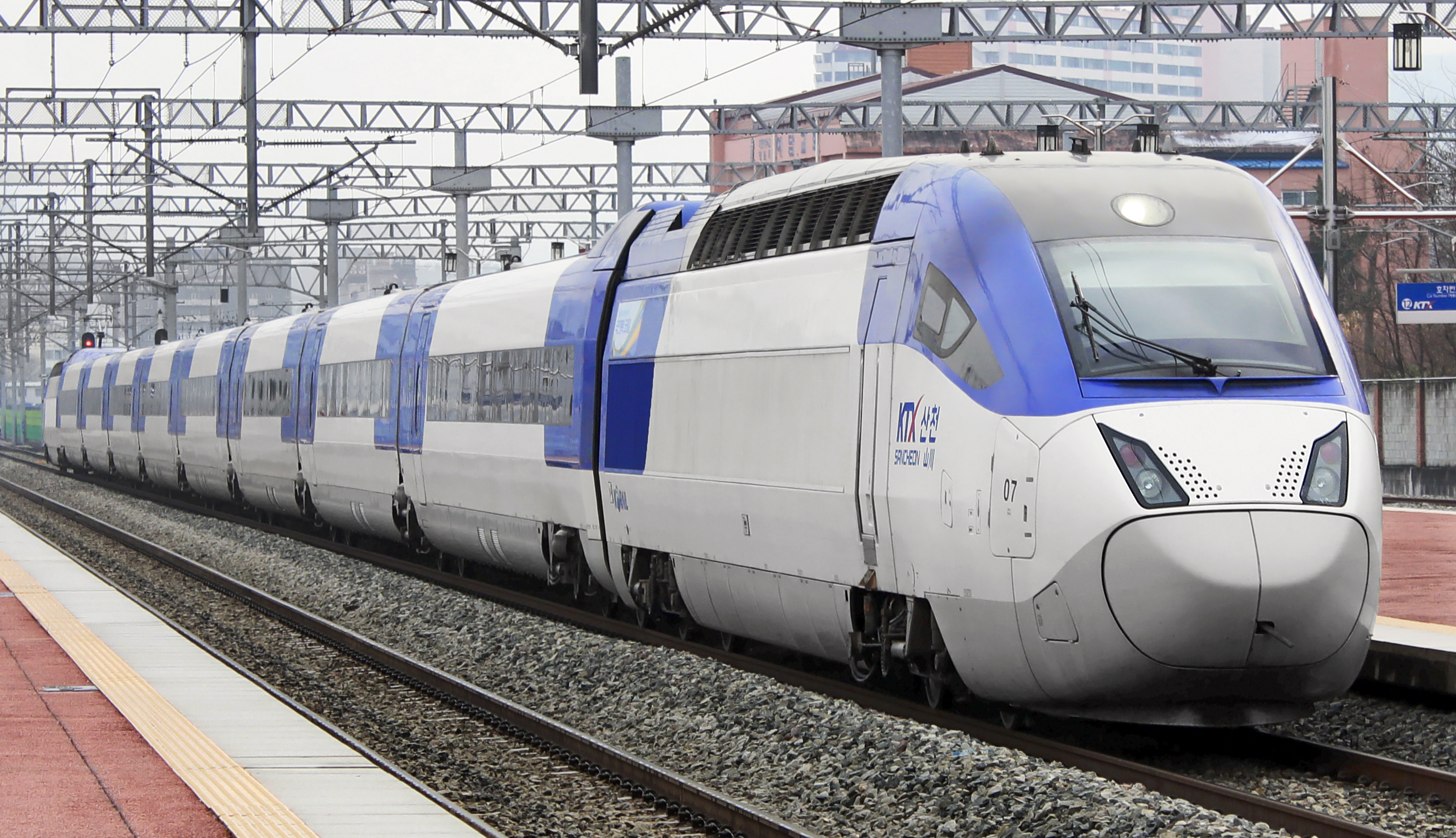
KTX-Sancheon

Die nächste Generation des KTX war der KTX-Sancheon (auch: HSR-350x), eine Weiterentwicklung des KTX, die auf dem TGV-R basiert. Etwa 80 % des Zuges werden in Südkorea produziert. Die ersten Einheiten wurden 2008 in Dienst gestellt, am 3. März 2010 begann der kommerzielle Einsatz. Zehn Exemplare der von Hyundai Rotem über knapp 15 Jahre entwickelten Züge sind in Betrieb. Die Züge werden aus 10 Fahrzeugen gebildet und können im Bedarfsfall in Doppeltraktion verkehren. Sie verkehren mit einer planmäßigen Höchstgeschwindigkeit von 305 km/h und haben 379 Sitzplätze.

### KTX-Sancheon II

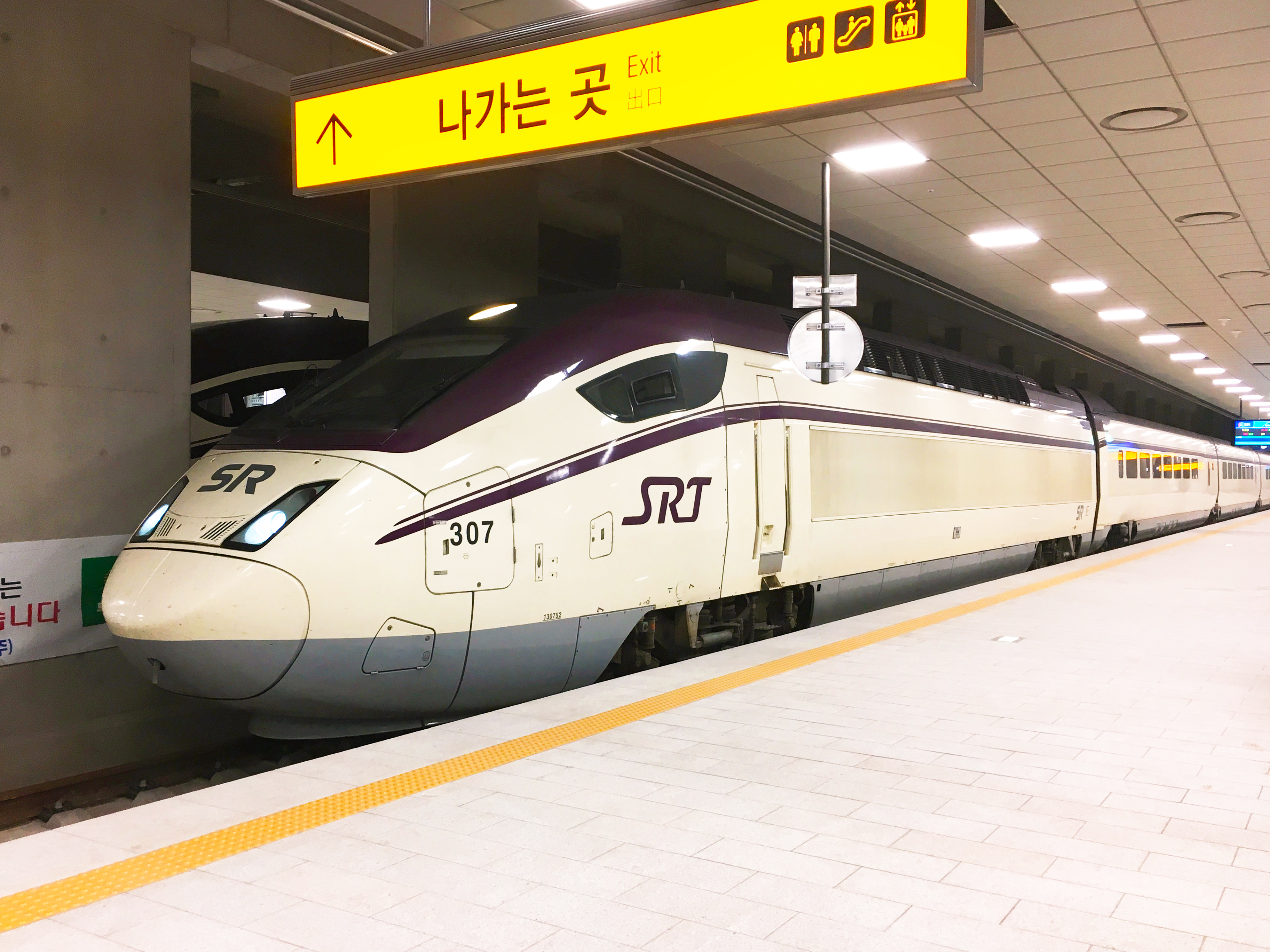
KTX-Sancheon II / SRT

Die Züge wurden zur Eröffnung der Honam-Schnellfahrstrecke entwickelt und in Dienst gestellt. Gegenüber den ursprünglichen KTX-Sancheon-Zügen ist die Kopfform länger gestreckt, die Bezeichnung Sancheon wurde aber gleichwohl beibehalten. Sie verkehren mit einer planmäßigen Höchstgeschwindigkeit von 305 km/h und haben 410 Sitzplätze. Zeitweise verkehrten sie auch unter der Bezeichnung SRT (Super Rapid Train).

### KTX-Eum

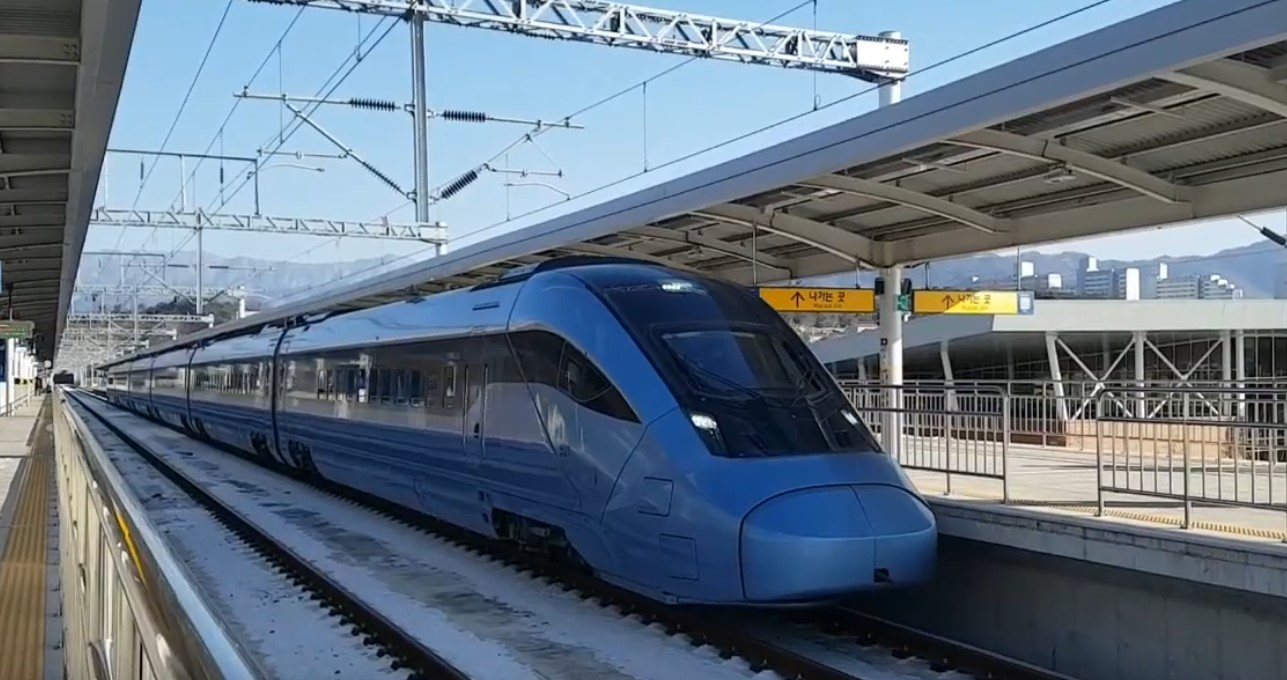
KTX-Eum, ein neuer Halbhochgeschwindigkeitszug

Der KTX-Eum ist ein Hochgeschwindigkeitszug von Hyundai Rotem. Er wurde am 5. Januar 2021 in Betrieb genommen und erreicht eine Höchstgeschwindigkeit von 260 km/h. Er verzichtet erstmals in Korea darauf, einen lokomotiv-gezogenen Wagenzug im Hochgeschwindigkeitsverkehr einzusetzen. Jeder der sechs Wagen ist mit eigenem Motor ausgestattet. Die Züge haben 381 Sitzplätze.

### KTX-Cheongryong

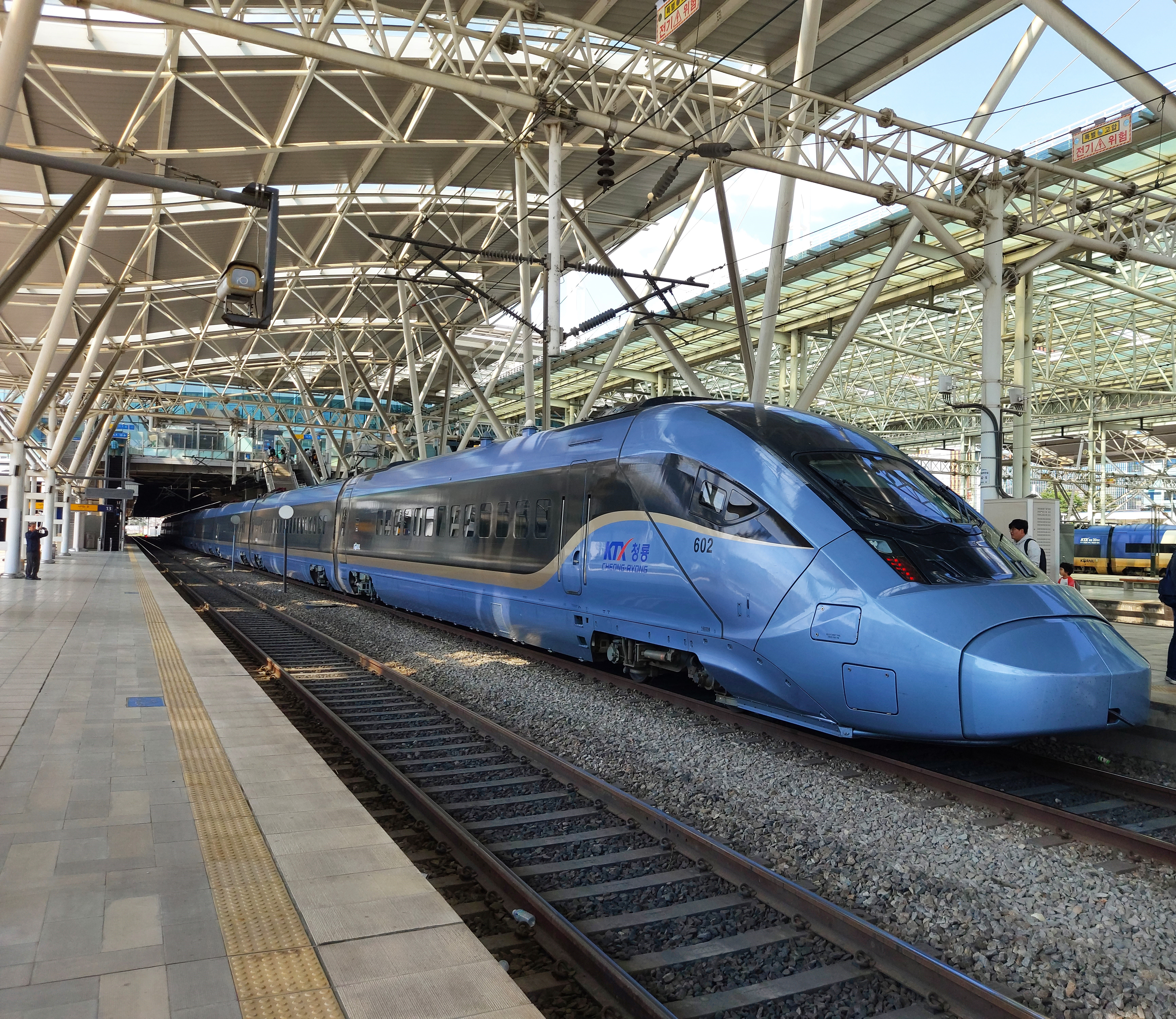
KTX-Cheongryong im Bahnhof Seoul

2024 nahm KORAIL die ersten beiden Fahrzeuge der Baureihe KTX-Cheongryong (EMU-320) in Betrieb. 17 weitere Einheiten sollen 2027 folgen. Die achtteiligen Züge werden von Hyundai Rotem gebaut. Sie haben eine Höchstgeschwindigkeit von 320 km/h, werden aber zunächst nur mit einer Höchstgeschwindigkeit von 300 km/h eingesetzt. Von den acht Wagen jedes Zuges verfügen sechs über einen Antrieb. Sie können in 3:32 Minuten von 0 auf 300 km/h beschleunigen. Ein Triebzug ist knapp 200 m lang, hat 46 Sitzplätze in einem Wagen der 1. Klasse und 469 Sitzplätze in sieben Wagen der 2. Klasse.

### HEMU

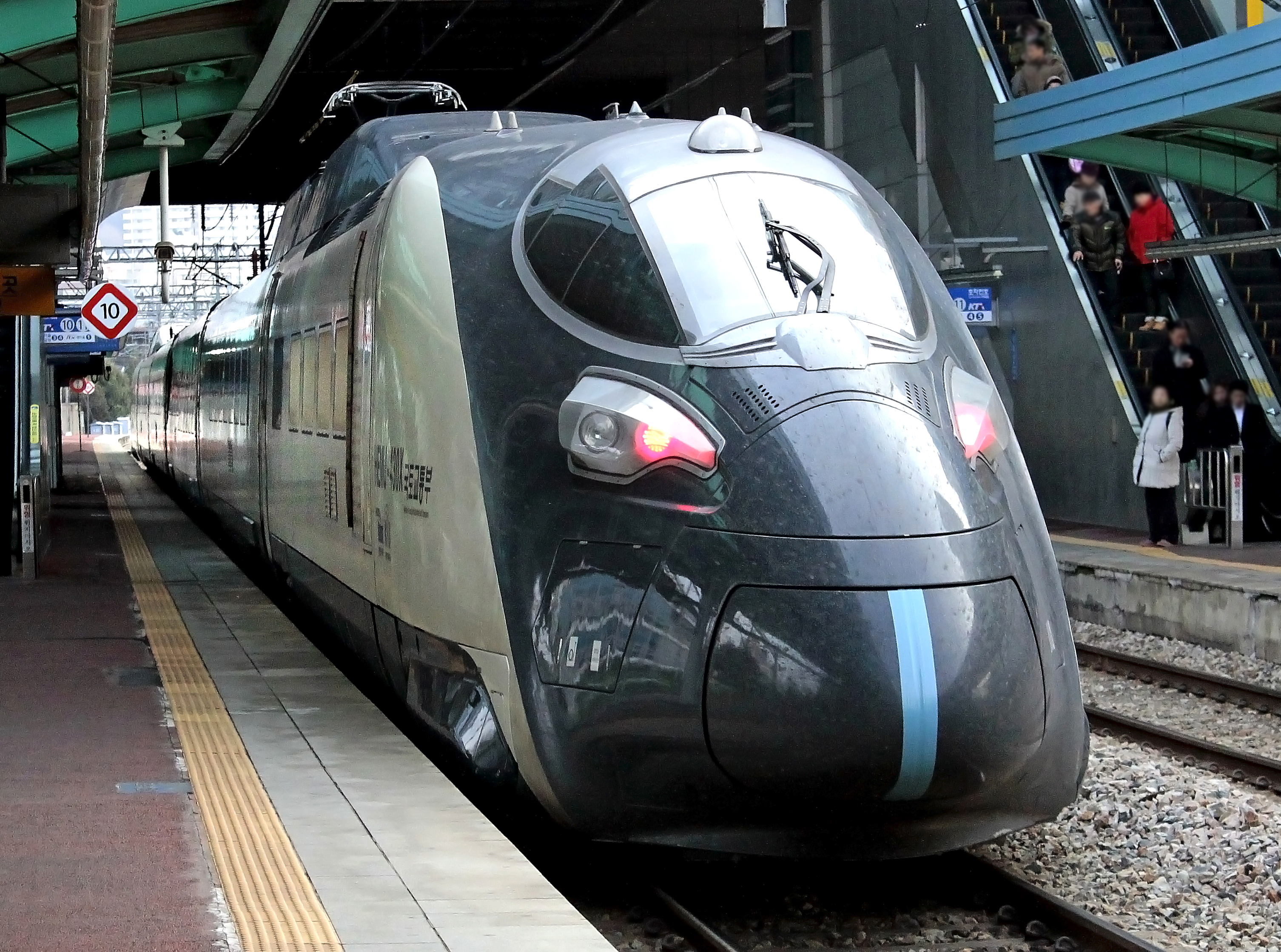
HEMU-430X bei einer Testfahrt

In einem nächsten Schritt wurde ein weiterer Zug entwickelt. Er wird als High-speed Electric Multiple Unit (HEMU) bezeichnet. Bei Versuchsfahrten erreichte er 2013 eine Geschwindigkeit von 421 km/h. Im Planverkehr soll der Zug mit 320 km/h unterwegs sein und 515 Sitzplätze bieten. Derzeit (2024) befindet sich der Zug weiter im Testbetrieb.

## Verkehr
Beim Start des Hochgeschwindigkeitsverkehrs 2004 nutzten täglich 54.000 Reisende den KTX. Im April 2018 waren es 170.000. 
Bereits nach drei Jahren Betrieb wurde am 21. April 2007 der 100-Millionste Fahrgast gezählt, am 22. August 2015 waren eine halbe Milliarde Reisende mit den KTX-Zügen gefahren, am 31. August 2023 wurde die Milliarde erreicht.

## Zwischenfälle
Am 8. Dezember 2018 entgleiste ein KTX II auf dem Weg von Gangneung nach Seoul wenige Minuten nach der Abfahrt an einer Weiche bei einer Geschwindigkeit von 103 km/h. 15 Personen wurden leicht verletzt.